# Východ Země

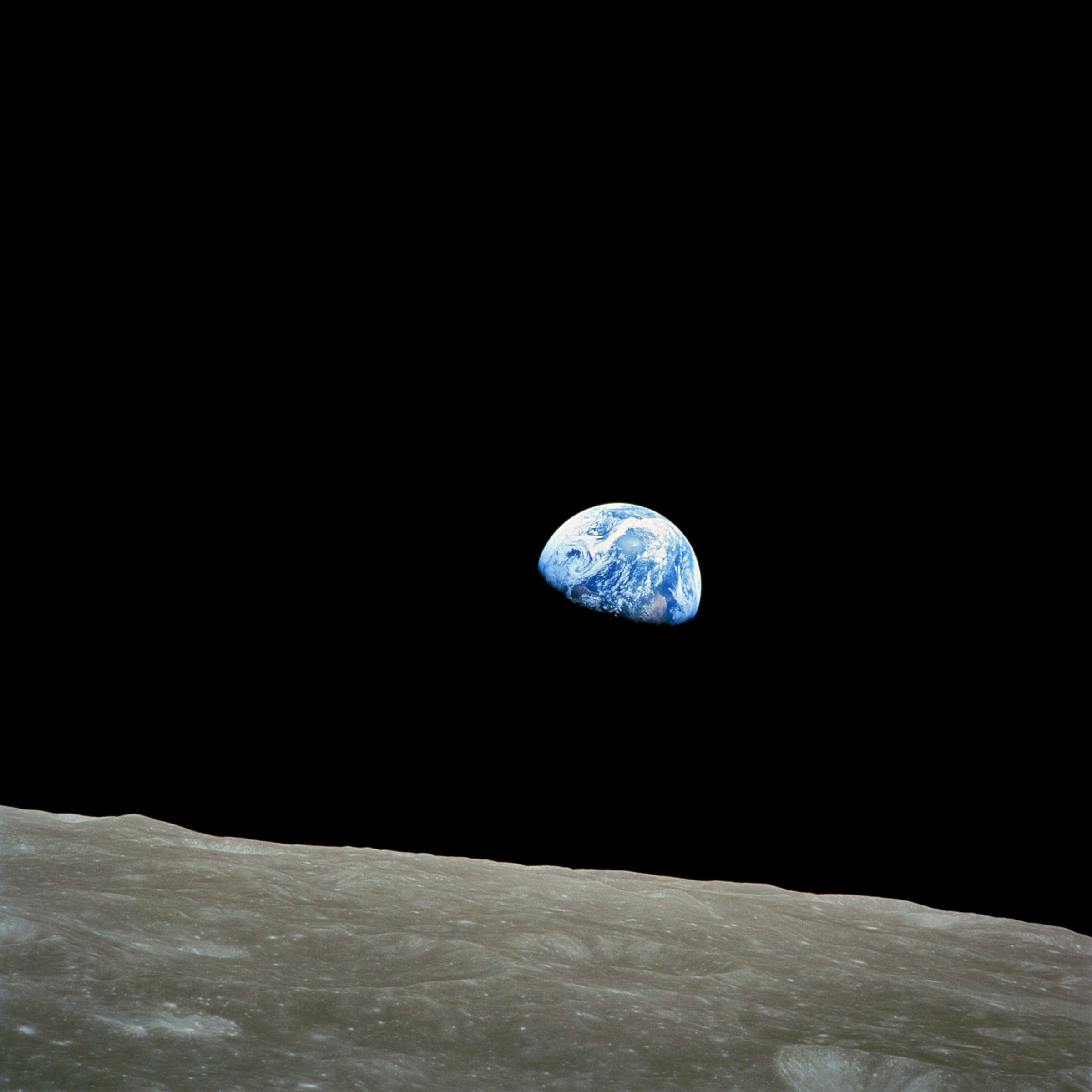
Východ Země vyfotografovaný na Štědrý den 1968

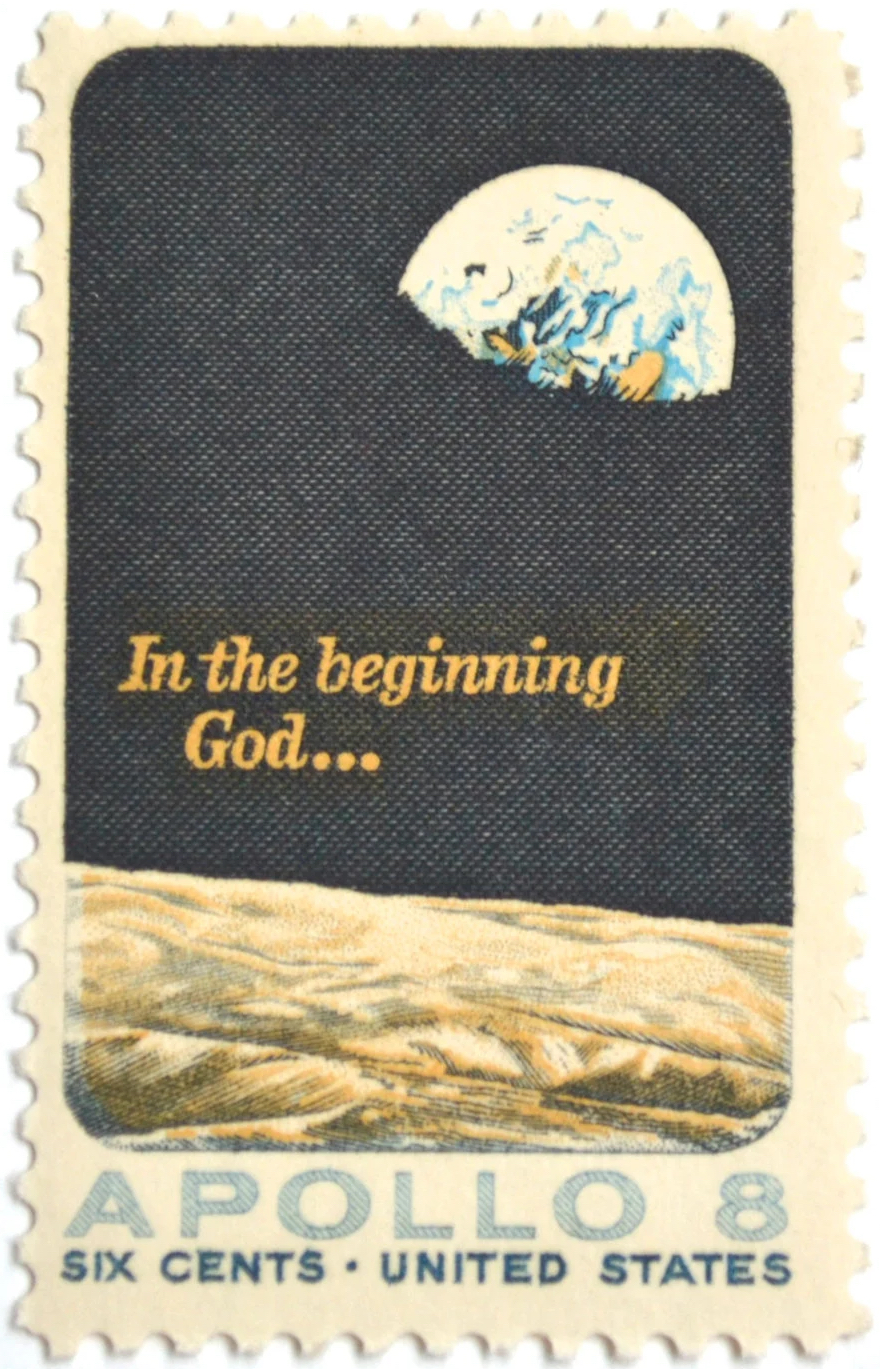
Fotografie na americké poštovní známce z roku 1969

Východ Země (anglicky Earthrise) je fotografie, kterou pořídil 24. prosince 1968 americký astronaut William Anders z paluby kosmické lodi Apollo 8, nacházející se na oběžné dráze Měsíce. Snímek zachycuje výřez měsíčního povrchu a v pozadí osvětlenou část planety Země (pootočenou oproti severojižní orientaci o 135 stupňů). Anders použil speciálně upravený fotoaparát značky Hasselblad a barevný sedmdesátimilimetrový film Ektachrome. Před Andersem vyfotografovala zeměkouli z perspektivy Měsíce automaticky sonda Lunar Orbiter 1 v roce 1966.

## Příběh
V roce 1969 vydala pošta USA známku s reprodukcí této fotografie a slovy „In the beginning God...“ („Na počátku Bůh...“), připomínajícími vysílání posádky Apolla 8 na Zemi, v němž astronauti citovali počátek biblické knihy Genesis.
Snímek byl zařazen do knihy 100 fotografií, které změnily svět, vydané roku 2003 časopisem Life. Galen Rowell prohlásil, že tato fotografie upozornila lidstvo, jak vzácný a zranitelný je pozemský život, a podnítila hnutí na jeho ochranu. Východ Země se proto stal symbolem Dne Země, který se slaví od roku 1970.
Ve skutečnosti nemůže být „východ Země“ z měsíčního povrchu pozorován. Vzhledem k vázané rotaci Měsíce se poloha Země na měsíčním nebi mění jen minimálně a velmi pomalu vlivem librace, což je okem viditelné pouze na hranici mezi přivrácenou a odvrácenou stranou Měsíce.